# Remenafulles de Mèxic
El remenafulles de Mèxic (Formicarius moniliger) és una espècie d'ocell de la família dels formicàrids (Formicariidae). Habita el terra de la Selva pluvial i vegetació secundària de les terres baixes des de Mèxic meridional fins al nord-oest d'Hondures.